# Molophilus flexostylus
Molophilus flexostylus är en tvåvingeart som beskrevs av Hynes 1988. Molophilus flexostylus ingår i släktet Molophilus och familjen småharkrankar.
Artens utbredningsområde är Nepal. Inga underarter finns listade i Catalogue of Life.